# Natalie Golda
Natalie Golda (Lakewood, 28 de dezembro de 1981) é uma jogadora de polo aquático estadunidense, medalhista olímpica, bicampeã mundial e pan-americana.

## Carreira
Golda disputou duas edições de Jogos Olímpicos pelos Estados Unidos: 2004 e 2008. Em sua primeira aparição, em Atenas, conquistou a medalha de bronze e quatro anos depois, em Pequim, obteve a medalha de prata.